# Kiah Melverton
Kiah Melverton (Southport, 5 novembre 1996) è una nuotatrice australiana.

## Palmarès
- Mondiali

Gwangju 2019: oro nella 4x200m sl.
Budapest 2022: argento negli 800m sl e nella 4x200m sl.
Fukuoka 2023: oro nella 4x200m sl.
Doha 2024: bronzo nella 4x200m sl.
- Mondiali in vasca corta

Windsor 2016: bronzo negli 800m sl.
- Campionati panpacifici

Tokyo 2018: argento nei 1500m sl.
- Giochi del Commonwealth

Gold Coast 2018: bronzo negli 800m sl.
Birmingham 2022: oro nella 4x200m sl, argento negli 800m sl e nei 400m misti, bronzo nei 400m sl.